# منتخب بنغلاديش لكأس ديفيز
منتخب بنغلاديش لكأس ديفيز (بالبنغالية: বাংলাদেশ ডেভিস কাপ দল)‏ هو ممثل بنغلاديش الرسمي في كرة المضرب في كأس ديفيز.